# Lithostege assinata
Lithostege assinata är en fjärilsart som beskrevs av Freyer 1830. Lithostege assinata ingår i släktet Lithostege och familjen mätare. Inga underarter finns listade i Catalogue of Life.